# 震災不況
震災不況（しんさいふきょう）とは震災が発生した事で起きる不況。
1995年に発生した阪神・淡路大震災で大規模な不況が発生し、それは震災の発生から1年で消費を1兆7500億円失い、震災前の状態に戻るのに一年かかったと言うもの。2011年に発生した東日本大震災でも消費が下がると言う不況が発生すると想定されており、その規模は阪神大震災の2倍であり、回復までに最低でも2年はかかると予想されている。
関東大震災後にも震災不況は発生しており、詳細は関東大震災#経済界へおよぼした影響を参照。